# 電位窓
電位窓（でんいまど、potential window）とは、ある電気化学系（溶媒・支持塩・電極の組み合わせ）において、有意義な電気化学測定が可能な電位領域のことをいう。自明な場合は窓（まど）と省略して呼ばれることもある。
たとえば、電極として白金を、溶媒として水（中性）を用いた場合、およそ −1 V (vs. NHE) 以下の電位では水自体の還元が進行し、水素が発生して大きなファラデー電流が流れる。したがって、測定対象物質のレドックス電位がこの電位以下の場合、正確な測定を行うことはできない。
同様に、+1 V 以上では水の酸化が進行し、酸素が発生する。したがって、この系においては −1 から +1 V の範囲で電気化学的に活性を示す物質しか測定することはできない。
電位窓は、使用する溶媒・支持塩・電極材に大きく依存する。上記の例であれば、水素過電圧の大きい水銀電極を用いれば、より低電位まで測定を行うことができる。